# 만포청년역
만포청년역(滿浦靑年驛)은 자강도 만포시에 있는 만포선과 북부내륙선의 철도역이다. 이 역에서 운하역으로 가는 운하선이 분기한다. 만포 압록강 교량을 통하여 중화인민공화국의 메이지 철로와 연결된다.

## 연혁
- 1939년 2월 1일 : 강계~만포 간 개통과 함께 영업 개시